# Семенков, Эдуард Никифорович
Эдуард Никифорович Семенков (15 марта 1931 — 3 сентября 2011) — советский военно-морской деятель, вице-адмирал.

## Биография
Окончил Ленинградское военно-морское подготовительное училище в 1948. Являлся первым заместителем командующего Балтийским флотом, заместителем главнокомандующего ВМФ СССР, работал в ВВМУЗ. Был одним из обеспечивших подготовку и проведение военных учений «Запад-81».

### Звания
- контр-адмирал;
- вице-адмирал.

### Награды
- орден Нахимова II степени[3].